# モンゴ族
モンゴ族（mongo）は、コンゴ民主共和国の主にカサイ川及びサンクル川流域北部赤道州、ツアパ州、マイ＝ンドンベ州を中心に居住するバントゥー系民族。エコンダ族、ケラ族、ゴンベ族などモンゴ語を介する民族の総称としても用いられる。人口は約20万人。広義のモンゴ語を介する集団を含めれば200万から300万人だが、都市部ではリンガラ語も使われている。RDコンゴではルバ人とコンゴ人についで大きな集団である。
焼畑農業によりキャッサバ、バナナ、ヤムイモ、トウモロコシ、ラッカセイ、サツマイモ、タロイモなどの作物を広く栽培する農耕民であるが、ヤギの飼育やザイール川での漁撈なども手がける。また、虫食文化の発達した民族としても知られており、食用虫の養殖を行う。部族を統括する政治組織は持っておらず、首長レベルの統治者が複数の地域に存在しているのみ。テテラ人、クス人、イェラ人とより大きなモンゴ語話者集団を形成する。この地域を統治したヘオルヘス・ファンデルケルケンは1944年に L'Ethnie mongo で「モンゴ系集団の起源は北東部のナイル源流域である」と主張した。
リバンダと呼ばれる武術が伝わっている。